# Armand de Balagny
Armand de Balagny (død 1705) var en dansk officer.
Balagny var oprindelig fransk officer og trådte i dansk tjeneste i slutningen af det 17. århundrede, idet han i "Militær-Etaterne" for 1682-83 står opført under "Pensionære og Gratiale Personer" med karakter som oberstløjtnant af infanteriet med anciennitet af 20. marts 1683. Ved den danske og den holstenske Fortifikations-Etats oprettelse 6. november 1684 ansattes han som ingeniørkaptajn ved sidstnævntes 2. kompagni med garnison i Glückstadt. Da kompagniinddelingen hævedes i slutningen af 1685, forblev han ved den holstenske Fortifikations-Etat som den ældste officer under oberst, senere generalløjtnant Jobst von Scholtens overbefaling og overtog, efter i 1697 at have erholdt karakter som oberst af infanteriet, overkommandoen over Fortifikations-Etaten og fæstningsarbejderne i Holsten, da Scholten i 1701 beordredes med tropperne til Holland (Den Spanske Arvefølgekrig). Balagny døde i slutningen af 1705. Han var gift, og en datter af ham erholdt i oktober 1705 kongeligt pas for at kunne vende tilbage til Frankrig.